# Abbaye Notre-Dame de Nevers
L'Abbaye Notre-Dame de Nevers est une ancienne abbaye de religieuses bénédictines, située à Nevers, en France, et dépendant de l'ancienne province de Sens.

## Localisation
L'abbaye est située dans la rue Saint-Genest à Nevers, ce qui a fait qu'on lui donne  localement ce nom, puisque l'église paroissiale St-Genest se trouvait dans l'enclos de l'abbaye.

## Historique
L'abbaye fut fondée vers 624 - 630 par un moine, abbé de l'Abbaye Saint-Martin-des-Fossés, près de Paris : Théodulphe Babolène (Theodulfus Babelenus), qui avait assisté l'évêque de Nevers Rauracus dans l'accompagnement des derniers soupirs de Saint Austrégésile ou Outille, archevêque de Bourges. Il fonda dans un lieu alors en dehors de l'enceinte de la ville, selon la règle de Saint-Colomban, sur l'emplacement présumé du martyre de Saint-Révérien, décapité en 274, une abbaye de filles qu'il plaça sous le vocable de Notre-Dame. Cette abbaye occupait au Moyen Âge une grande étendue, allant de la muraille initiale au faubourg Saint-Genest, alors hors les murs.
Elle fut refondée par l'évêque Hériman en 849 selon la règle de Saint-Benoît, après avoir été ruinée par les soldats de Charles Martel. Un diplôme de Charles le Chauve daté du 18 décembre 888 l'a confirmée dans la possession de tous ses biens.
Dans la première partie du XIIe siècle, l'évêque Fromond (Fromundus) (1121-1145) fait restaurer le monastère avec la dédicace de l'église sous le vocable de Notre-Dame. Elle voit la construction du rempart qui longe la Passière, sous l'impulsion de Pierre II de Courtenay en 1194 qui intègre l'abbaye dans l'enceinte de la cité, ainsi que le faubourg Saint-Genest. Hugues, seigneur de Meaulce, lui prodigua quelques bienfaits en 1254.
En 1404, les religieuses assistèrent au service solennel célébré en la cathédrale après la mort de Plippe II de Bourgogne dit Philippe-le-Hardi et il leur fut payé 20 sols pour cela par Pierre Cordier, receveur de la Ville.
L'évêque, Pierre de Fontenay, inquiéta en 1413 l'abbesse Catherine de Boutillat au sujet d'une procession qu'elle avait conduite hors la ville, de sa propre autorité. Une enquête juridique prouva que l'abbesse avait toujours été en droit de faire, sans avoir besoin d'autorisation, ses processions ordinaires et extraordinaires, de les conduire au Montot et à Saint-Antoine, d'y faire assister les curés de Saint-Genest, les chapelains et officiers de l'abbaye et même de les faire publier par le préconiseur de la ville.
L'abbaye a connu des restaurations successives aux XIIIe, XVe et XVIIIe siècle.
Comme beaucoup d'abbayes, elle eut à faire face à de nombreux procès dont un au XVIIe siècle contre Messire Eustache de Chéry de Mongazon évêque de Nevers. Elle passa de la Congrégation de Chezal-Benoît qui fut unie à celle de Saint-Maur en 1636 à celle de Cluny, en 1668, à la demande de l'abbesse Gabrielle Andrault de Maulevrier-Langeron. Cette même abbesse cacha lors de la Fronde (1648-1653) trois cents mousquets dans son monastère qui étaient destinés au régiment de son frère. Ils furent saisis par Roger de Bussy-Rabutin. qui les mit à la disposition de Mazarin et du Roi.
Dans les jardins de l'abbaye fut trouvée, en 1719, une pierre sur laquelle était une figure en relief d'environ 6 pieds de hauteur, dont le corps était enveloppé  d'une espèce de manteau, les mains croisées au-dessus de l'estomac, et la tête appuyée sur un coussin ; deux petits anges semblaient l'encenser et à ses pieds était posé un glaive incliné de la gauche à la droite. Cette pierre a été vue pendant soixante-dix ans à l'abbaye.
L'abbaye connut les heures sombres de la Révolution, transformée en prison pour les prêtres âgés et infirmes puis pour les prêtres réfractaires. Le domaine fut vendu comme bien national.
Une partie de l'abbaye est occupée par le Musée municipal dès le milieu du XXe siècle. Elle abrite aujourd'hui la totalité du Musée municipal Frédéric-Blandin.
La grille d'entrée sur la rue Saint-Genest, le passage voûté, l'orangerie, le porche de l'église abbatiale, le bâtiment de l'ancienne salle capitulaire, la salle Louis XIII et les remparts de la porte du Croux à la tour du Havre inclus ont été inscrits aux monuments historiques le 18 août 1944. Les corbeaux de la corniche supérieure des restes de la chapelle Saint-Michel ont eux été inscrits le 12 juin 1946.
Plusieurs campagnes de fouilles ont eu lieu sur le site, en 2003-2004-2005.
De 2007 à 2012, elle fait l'objet de travaux importants.

## Architecture
Elle est remarquable par sa grille d'entrée rue Saint-Genest et par son passage voûté faisant communiquer la cour et les jardins.

### Église abbatiale
De cette église, il ne reste aujourd'hui que des fragments de la nef, datant des XIIe siècle et XIIIe siècle. Dans cette église se trouvait jadis un monument remarquable : la tombe gothique de l'évêque Hériman, élevée sur quatre piliers de pierre. On y montrait une large pierre carrée sur laquelle se lisait cette inscription : «  Ici est la Pierre sur laquelle Saint-Revérien, Evêque d'Autun, a été décapité l'an 272, en cette ville de Nevers, proche de l'abbaye de Notre-Dame où repose ses saintes Reliques. Il se lit dans la Vie de Saint-Révérien, que jamais la Ville de Nevers ne périra pendant que ces reliques y subsisteront ».

### Chapelle Saint-Michel
Cette chapelle date du XIIe siècle et fut transformée en maison d'habitation.

### Trésor
Les reliques de Saint-Révérien étaient conservées dans une châsse d'argent.

### Cloître
Le cloître médiéval était situé à l'emplacement de l'actuel jardin du musée.

### Salle capitulaire
Elle se trouvait dans l'aile restante des bâtiments conventuels.

### Bâtiments conventuels
L'aile restante, à l'ouest de l'église, est datée du XVe siècle
On trouve encore dans les bâtiments claustraux ruinés une vaste cheminée dont le manteau porte un écu à trois barils, posés sur une crosse, blason de l'abbesse Catherine de Boutillat.

### Logis de l'abbesse
- Logis de l'abbesse Notre-Dame à Nevers

### Cour
Elle ouvre sur le numéro 18 de la rue Saint-Genest.

## Abbesses
(liste non exhaustive)
- 1e  -
- 2e -
- ?       -  1045  -  Agnès
- -  1413 ou 1466 à 1488 ou 1503  - Catherine de Boutillat  en litige avec l'évêque de Nevers Pierre de Fontenay.
- 27e -  1499  -  Jehanne Le Bourgoing  ; prit possession de son abbaye le 6 septembre 1501. Elle défendit avec acharnement les droits de son monastère contre l'évêque de Nevers et mourut le 6 septembre 1533[7].
- ?      -  (?-1642) -  Claudine de Gamaches  ; elle entra au couvent à l'âge de 7 ans pour apprendre à lire. Elle y devint religieuse et fut élue abbesse avant l'âge requis. Par humilité, elle ne souhaita pas en prendre la fonction avant l'âge de trente ans. Elle fut une supérieure pleine de zèle et de sagesse. Elle décéda en 1642.
- ?      -  (1650 ca- 1668 -  Gabrielle Andrault de Maulevrier-Langeron , en poste en 1668. C'est elle qui demanda le rattachement à Cluny à cette date. Elle cacha pendant la Fronde trois cents mousquets destinés au régiment de son frère.
- ?      -  1732      -  Marie-Marguerite Le Maistre

## Religieuses et personnalités connues
- Richeldis, Anne, Gindelmodis, religieuses dont la signature figure, avec celle de l'abbesse Agnès, au bas d'un acte du synode diocésain de 1045 pour la réforme de l'abbaye Saint-Sauveur[8].
- Françoise Roy ; elle devint abbesse de l'abbaye Notre-Dame de Nyoiseau et décéda en 1643.

## Armoiries
- « D'azur à trois étoiles d'argent 2 & 1, écartelé d'argent à quatre fasces vivrées de gueule et une bande d'azur, fermée de fleurs de lys d'or, brochante sur le tout »[9].

Une autre description en est donnée par le comte Georges de Soultrait dans son  Armorial ecclésiastique du Nivernais en 1874 :
- «  De gueules à sept fleurs de lys d'or, posées 4 et 3, au chef cousu d'azur chargé de trois étoiles d'argent ». Cette description est faite d'après un cachet du XVIIIe siècle qui est emprunté à l'écusson de Gabrielle Andrault de Maulevrier-Langeron.

## Confesseurs
(liste non exhaustive)
- Entre 1643 et 1666 : Dom Jean Bournon de la congrégation de Chezal-Benoît, uni à la Congrégation de Saint-Maur et de Cluny. Il est partie prenante aux côtés des religieuses dans un procès les opposant à l'évêque de Nevers, Monseigneur Eustache de Chéry de Mongazon, ainsi que les consorts Jacques La Roche et Antoine de Vaux.

## Galerie

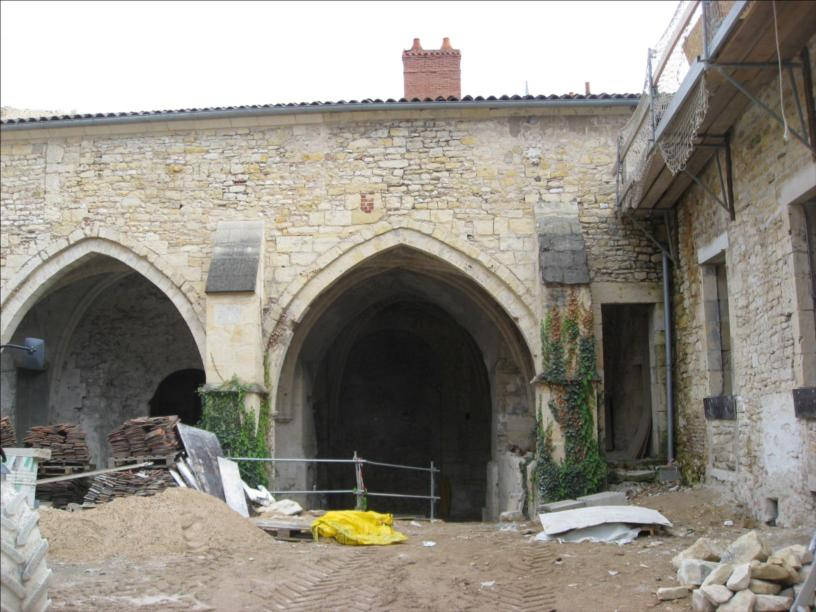
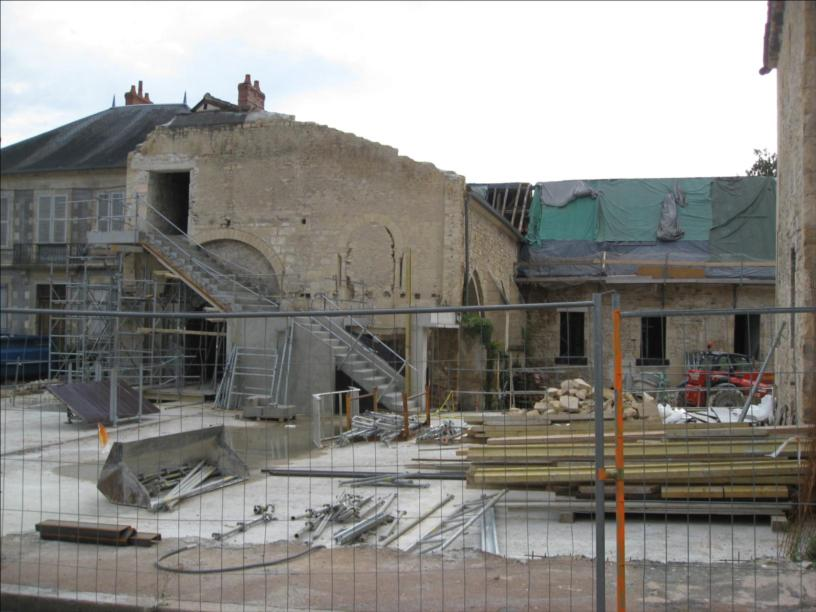
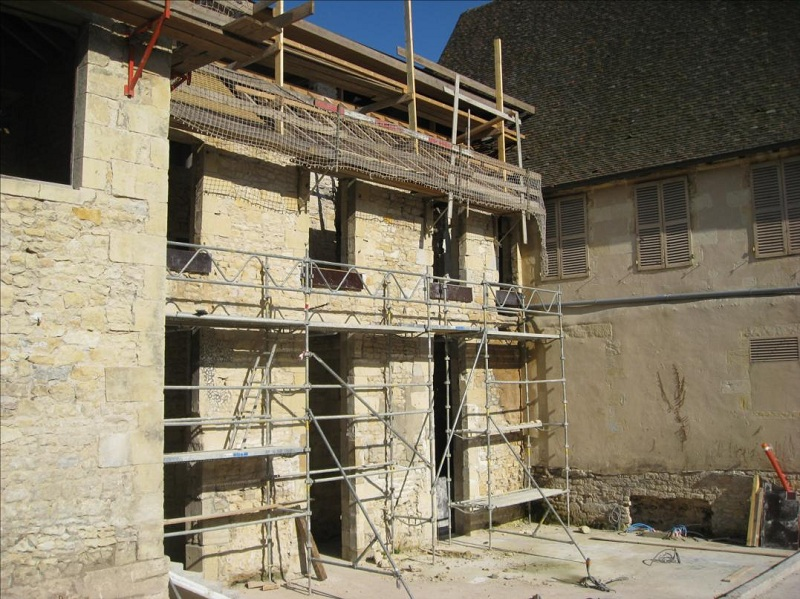
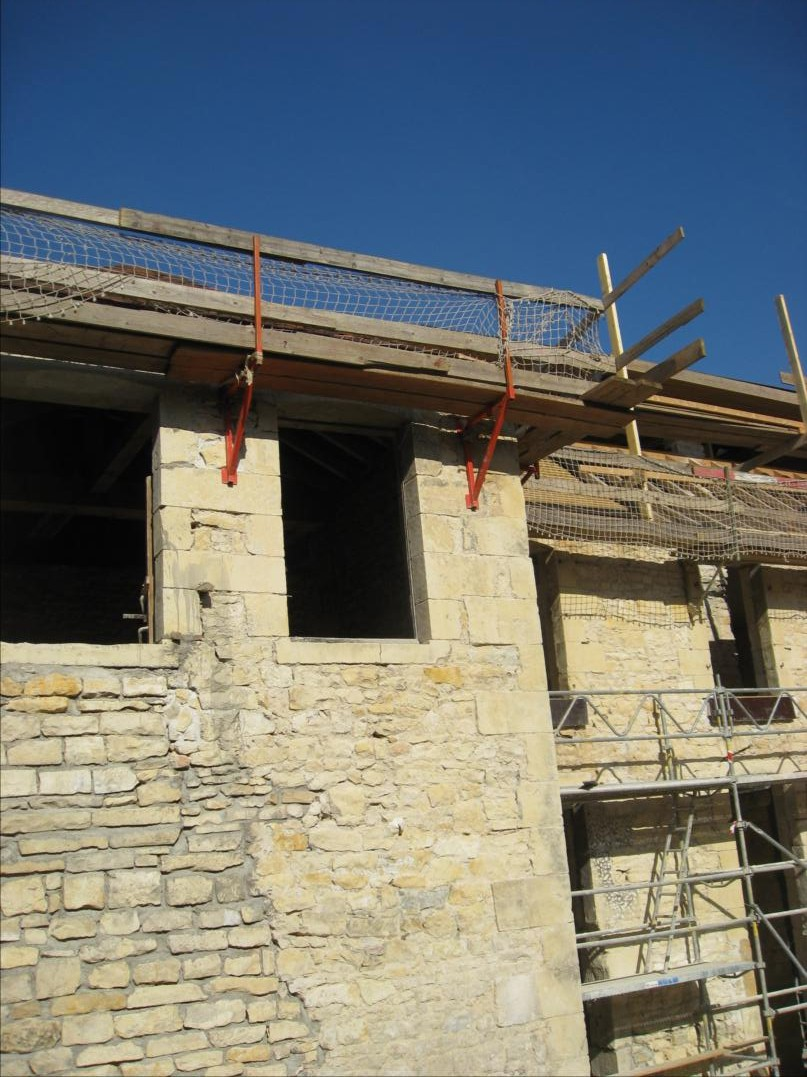

L'abbaye en travaux (février 2012) :

## Archives
À partir de 1578, les religieuses les entreposent dans la Tour de la Porte du Croux.

## Terriers, dépendances, revenus
Prieurés
- Prieuré Notre-Dame du Montet (1407-1780) à Saint-Éloi, au diocèse de Nevers. À cinq kilomètres à l'est de Nevers sur la rive droite de la Loire. C'est en 1407 que les habitants de Nevers rendent grâce à la Vierge pour avoir obtenu d'elle la Paix de l'Église et du Royaume et la victoire du duc de Bourgogne Jean sans Peur contre les Liégeois (peu de temps avant l'assassinat du duc d'Orléans). Les bénédictines de Nevers, non cloîtrées au XVe siècle, avaient pour habitude de se rendre en procession dans leur prieuré du Montet. Les échevins de la ville étaient également de la procession. Le 14 septembre 1407, les échevins de la ville offrirent douze torches à Notre-Dame du Montet en action de grâce. En 1474, les habitants de Nevers firent un pèlerinage pour tenter de faire cesser l'épidémie mortelle qui frappait la ville. Ce prieuré fut abandonné dans les années 1780 et n'existe plus aujourd'hui[10].

Cures, églises
- Dun-sur-Grandry, paroisse créée au XIIe siècle à la collation de l'abbesse de Notre Dame de Nevers.
- Église Saint-Genest de Nevers : Elle était paroissiale, bien que construite dans l'enclos de l'abbaye dont elle dépendait. Elle était entourée d'un cimetière et fut vendue comme bien national à la Révolution. Son abside et ses absidioles orientales furent détruites en 1834 pour satisfaire aux exigences de l'urbanisme. Les éléments subsistants semblent dater des XIIe siècle et XIIIe siècle. On ignore tout des origines de sa fondation.

## Martyrologe
Le martyrologe de l'abbaye Notre-Dame de Nevers (XIVe siècle) place la mort de l'évêque S. Are à Decize. Cet évêque assista au 5e concile d'Orléans en 549 et au 2e de Paris en 551.

## Obituaire
Il ne fut connu pendant longtemps que par la mention faite par Charles-Antoine Parmentier dans  Archives de la ville de Nevers et les extraits contenus dans Gallia christiana (t.XXI, col.417 et 672-674). L'abbé Boutillier avait publié en son temps un texte du XVIIe siècle représentant un obituaire plus récent. Henri de Flamare en retrouva des parties qu'il réussit à reconstituer grâce aux dates. D'après Parmentier, il mesurait 0 mètre 293 sur 0 mètre 210 et aurait été rédigé en 1317. Les obits sont inscrits en marge, en rouge pour les plus importants. Les plus anciens remontent au XIIe siècle et les plus nombreux peuvent être datés des XIIIe et XIVe, les plus récents datent du début du XVIe siècle. Les plus nombreux concernent les religieuses de l'abbaye Notre-Dame mais des noms de familles de notables du Nivernais y figurent.